# Municipio de Barton (Iowa)
El municipio de Barton (en inglés: Barton Township) es un municipio ubicado en el condado de Worth en el estado estadounidense de Iowa. En el año 2010 tenía una población de 188 habitantes y una densidad poblacional de 2,05 personas por km².

## Geografía
El municipio de Barton se encuentra ubicado en las coordenadas 43°22′44″N 93°4′26″O / 43.37889, -93.07389. Según la Oficina del Censo de los Estados Unidos, el municipio tiene una superficie total de 91.86 km², de la cual 91,8 km² corresponden a tierra firme y (0,06 %) 0,06 km² es agua.

## Demografía
Según el censo de 2010, había 188 personas residiendo en el municipio de Barton. La densidad de población era de 2,05 hab./km². De los 188 habitantes, el municipio de Barton estaba compuesto por el 97,87 % blancos y el 2,13 % eran de una mezcla de razas. Del total de la población el 1,6 % eran hispanos o latinos de cualquier raza.